# Football Club Groningen
Il Football Club Groningen, meglio noto come Groningen, è una società calcistica olandese con sede nella città di Groninga. I colori sociali sono il verde e il bianco. Milita nell'Eredivisie, la massima divisione del calcio olandese. Il club disputa i propri incontri casalinghi nell'Euroborg, che può contenere 22 579 spettatori.
Nel suo palmarès figura la KNVB beker 2014-2015.

## Storia
Fu fondato il 16 giugno 1971, quando sostituì il Groningen Football and Athletics Association, a sua volta fondato il 26 gennaio 1921. Il club venne portato al successo dai famosi fratelli Ronald Koeman e Erwin Koeman e dalla punta Jan van Dijk nella stagione 1982-83, quando la squadra ottenne la prima qualificazione alle coppe europee.
Nella stagione 2005-2006 ha ottenuto un ottimo quinto posto in campionato, traguardo che gli ha consentito di disputare i play-off previsti nella Eredivisie per l'accesso al terzo turno preliminare della Champions League. Dopo aver battuto in semifinale l'AZ Alkmaar il Groningen si è arreso in finale all'Ajax (sconfitta 2-0 ad Amsterdam, vittoria 2-1 a Groninga).
Nella stagione 2007-2008 si è classificato al settimo posto. In Coppa UEFA viene eliminato al primo turno ai rigori dalla Fiorentina dopo che le gare di andata e ritorno erano terminate entrambe con il risultato di 1-1. Nella stagione seguente si è classificato al sesto posto con 56 punti, partecipando così ai play-off per entrare in Europa League, indetti nel campionato olandese, perdendo, però, la doppia finale contro il NAC Breda (1-1 e 0-2 a Groninga) e restando così fuori dalle competizioni europee.
Nella stagione 2009-2010 giunge in ottava posizione in classifica con 49 punti. Anche in questa occasione partecipa ai play-off per un posto alle qualificazioni di Europa League di fine stagione, perdendo nella doppia semifinale contro l'Utrecht (1-3 e 0-2).
Il 3 maggio 2015, imponendosi per 2-0 in finale di Coppa d'Olanda sul PEC Zwolle, la squadra conquista il primo trofeo della sua storia, qualificandosi al contempo per la fase a gironi dell’Europa League 2015-2016. Qui viene aggiunta nel gruppo F con Sporting Braga, Marsiglia e Slovan Liberec, concludendo il girone all’ultimo posto con 2 punti, frutto di due pareggi contro portoghesi e cechi.
Al termine del campionato 2022-2023 retrocede in cadetteria dopo 23 anni.

## Colori e simboli

### Colori
I colori del Groningen sono il bianco e il verde: la maglia è a strisce verticali, mentre i pantaloncini e i calzettoni sono bianchi.

## Strutture

### Stadio

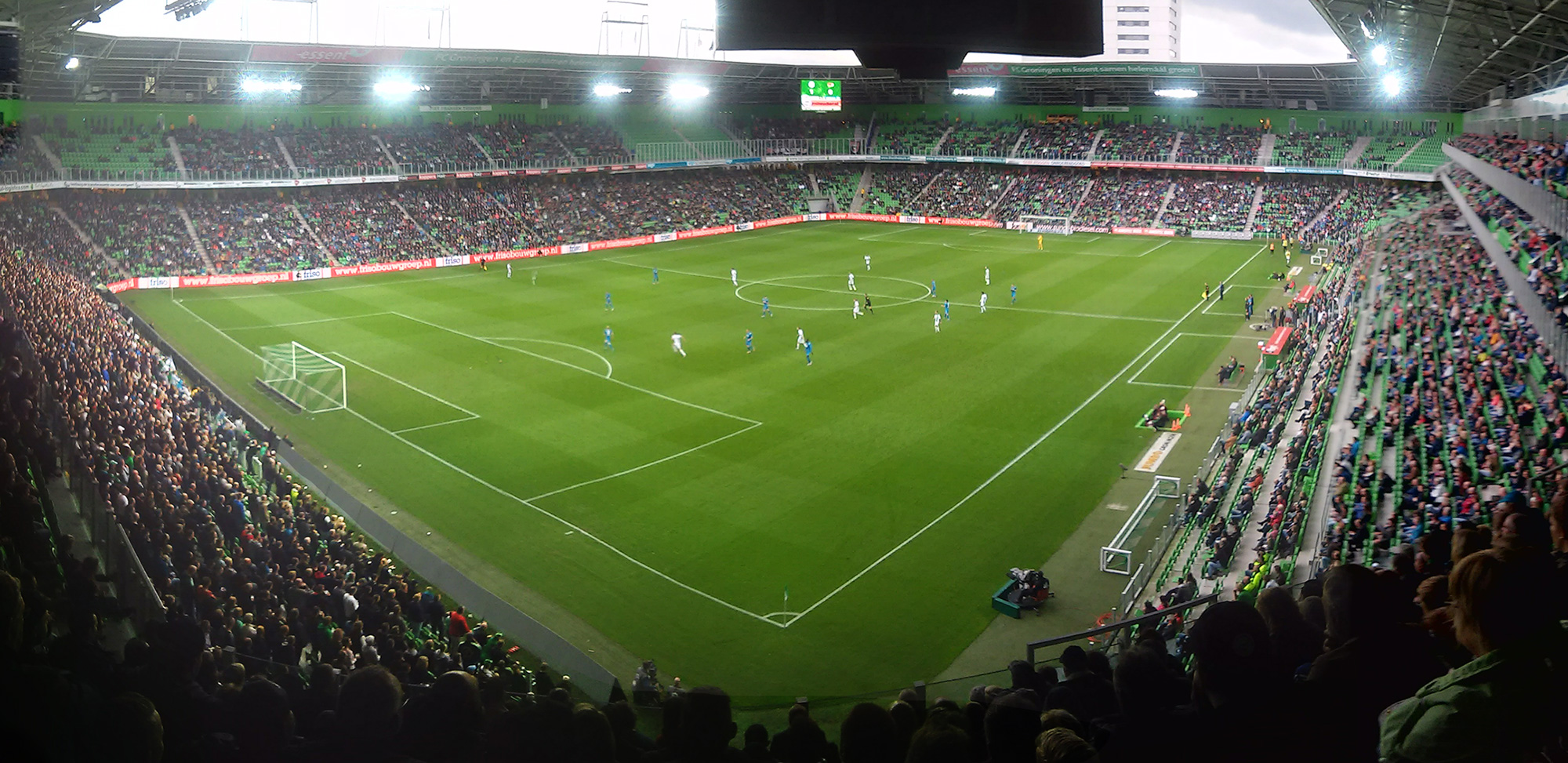
Veduta panoramica dell'Euroborg.

Dall'inizio del 2006 il club disputa le proprie gare interne nell'Euroborg, che può ospitare 22.525 spettatori.
In precedenza veniva utilizzato lo Stadio Oosterpark, che era stato inaugurato nel 1933 ed è stato utilizzato fino all'entrata in funzione del nuovo impianto anche dal GVAV|. È stato in seguito demolito.

## Palmarès

### Competizioni nazionali
- Coppa dei Paesi Bassi: 1

2014-2015
- Eerste Divisie: 2

1959-1960, 1979-1980

### Altri piazzamenti
- Campionato olandese:

Terzo posto: 1990-1991
- Coppa dei Paesi Bassi:

Finalista: 1988-1989
Semifinalista: 1983-1984, 1986-1987, 2023-2024
- Supercoppa dei Paesi Bassi:

Finalista: 2015
- Eerste Divisie:

Secondo posto: 1970-1971, 1978-1979, 1998-1999, 2023-2024
Terzo posto: 1999-2000

## Statistiche e record

### Partecipazione ai campionati e ai tornei internazionali

#### Campionati nazionali
Il miglior risultato conseguito nella Eredivisie è il terzo posto della stagione 1990-1991.
Alla stagione 2025-2026 il club ha ottenuto le seguenti partecipazioni ai campionati nazionali:
| Livello | Categoria      | Partecipazioni | Debutto   | Ultima stagione | Totale |
| ------- | -------------- | -------------- | --------- | --------------- | ------ |
| 1º      | Eredivisie     | 46             | 1971-1972 | 2025-2026       | 46     |
| 2º      | Eerste Divisie | 8              | 1974-1975 | 2023-2024       | 9      |

#### Tornei internazionali
Il miglior cammino nelle competizioni europee sono stati gli ottavi di finale, raggiunti nella Coppa UEFA 1986-1987 e 1988-1989, e nella Coppa delle Coppe 1989-1990.
Alla stagione 2022-2023 il club ha ottenuto le seguenti partecipazioni ai tornei internazionali:
| Categoria                     | Partecipazioni | Debutto   | Ultima stagione |
| ----------------------------- | -------------- | --------- | --------------- |
| Coppa delle Coppe             | 1              | 1989-1990 | 1989-1990       |
| Coppa UEFA/UEFA Europa League | 8              | 1983-1984 | 2015-2016       |
| Coppa Intertoto               | 3              | 1995      | 1998            |

## Organico

### Rosa 2025-2026
Aggiornata al 29 luglio 2025.
| N. |                        | Ruolo | Calciatore                  |
| -- | ---------------------- | ----- | --------------------------- |
| 1  | Suriname (bandiera)    | P     | Etienne Vaessen             |
| 2  | Paesi Bassi (bandiera) | D     | Wouter Prins                |
| 3  | Paesi Bassi (bandiera) | D     | Thijmen Blokzijl            |
| 4  | Svezia (bandiera)      | D     | Hjalmar Ekdal               |
| 5  | Germania (bandiera)    | D     | Marco Rente                 |
| 6  | Paesi Bassi (bandiera) | C     | Stije Resink                |
| 7  | Curaçao (bandiera)     | C     | Leandro Bacuna              |
| 9  | Islanda (bandiera)     | A     | Brynjólfur Darri Willumsson |
| 11 | Francia (bandiera)     | C     | Noam Emeran                 |
| 14 | Paesi Bassi (bandiera) | C     | Jorg Schreuders             |
| 16 | Paesi Bassi (bandiera) | C     | Dave Kwakman                |
| 18 | Paesi Bassi (bandiera) | D     | Tika de Jonge               |
| 20 | Paesi Bassi (bandiera) | C     | Mats Seuntjens              |

| N. |                        | Ruolo | Calciatore          |
| -- | ---------------------- | ----- | ------------------- |
| 21 | Paesi Bassi (bandiera) | P     | Hidde Jurjus        |
| 22 | Paesi Bassi (bandiera) | D     | Finn Stam           |
| 23 | Paesi Bassi (bandiera) | C     | Fofin Turay         |
| 24 | Paesi Bassi (bandiera) | P     | Dirk Baron          |
| 25 | Paesi Bassi (bandiera) | C     | Thijs Oosting       |
| 26 | Paesi Bassi (bandiera) | A     | Thom van Bergen     |
| 27 | Portogallo (bandiera)  | C     | Rui Mendes          |
| 29 | Paesi Bassi (bandiera) | A     | Romano Postema      |
| 31 | Paesi Bassi (bandiera) | P     | Jasper Meijster     |
| 36 | Paesi Bassi (bandiera) | D     | Maxim Mariani       |
| 43 | Belgio (bandiera)      | D     | Marvin Peersman     |
| 46 | Paesi Bassi (bandiera) | C     | David van der Werff |
| 67 | Paesi Bassi (bandiera) | D     | Sven Bouland        |
|    | Paesi Bassi (bandiera) | A     | Kevin van Veen      |